# Pinelema
Pinelema là một chi nhện trong họ Telemidae.